# Gordie Dwyer
Gordie Dwyer (* 25. Januar 1978 in Dalhousie, New Brunswick) ist ein ehemaliger kanadischer Eishockeyspieler und derzeitiger -trainer. Bis Mai 2022 war er zuletzt Cheftrainer der Saint John Sea Dogs in der Ligue de hockey junior majeur du Québec. Dwyer spielte während seiner aktiven Karriere unter anderem für die Tampa Bay Lightning, New York Rangers und Montréal Canadiens in der National Hockey League.

## Karriere

### Spielerkarriere
Nachdem Gordie Dwyer zuvor in einer unterklassigen kanadischen Juniorenliga gespielt hatte, kam er in der Saison 1994/95 erstmals für die Olympiques de Hull in der Ligue de hockey junior majeur du Québec zum Einsatz. In seiner Debütsaison avancierte der Tough guy, der bevorzugt in der Rolle des Enforcers agierte, zum Stammspieler und kam zu 74 Einsätzen, in denen Dwyer 14 Punkte erzielte und 254 Minuten auf der Bank verbrachte. Zum Saisonende gewann er mit der Mannschaft mit dem Coupe du Président die Meisterschaft der LHJMQ. Auch in der folgenden Spielzeit begann der Flügelspieler bei den Olympiques de Hull, später ging er in der LHJMQ auch für die Titan de Laval, Harfangs de Beauport, Voltigeurs de Drummondville und Remparts de Québec aufs Eis. Bei den Québec Remparts fungierte der Stürmer in der Saison 1997/98 als Mannschaftskapitän, dieselbe Funktion hatte er zuvor auch bei den Hull Olympiques inne. In seinen 251 Spielen in der LHJMQ während der regulären Saison verbrachte der Enforcer über 1300 Minuten auf der Strafbank.
Während dieser Zeit wurde Dwyer beim NHL Entry Draft 1996 von den St. Louis Blues ausgewählt, mit denen er sich jedoch nicht auf eine Vertragsunterschrift einigte. Zwei Jahre später wurde er im NHL Entry Draft 1998 erneut, diesmal von den Canadiens de Montréal, ausgewählt. Nach einem Transfer zu den Tampa Bay Lightning im November 1999, die ihn im Austausch für Mike McBain verpflichtet hatten, gab er für diese sein NHL-Debüt. Im September 2000 wurde er nach einem Zwischenfall für 23 NHL-Spiele gesperrt. Der Linksschütze hatte sich einen Kampf mit Joe Reekie, Verteidiger der Washington Capitals, geliefert und musste danach eine Bankstrafe absitzen. Anstatt die Strafe komplett auf der Bank abzusitzen, verließ Dwyer diese frühzeitig, um erneut mit Joe Reekie zu kämpfen. Stattdessen schlug er den Offiziellen Mark Faucette und wurde daraufhin wenige Tage später für 23 Spiele vom Spielbetrieb ausgeschlossen.
Weitere Stationen waren die New York Rangers (2002) und die Canadiens de Montréal (2003). Im August 2004 unterschrieb er als Free Agent einen Kontrakt bei den Carolina Hurricanes, bestritt aber kein weiteres NHL-Spiel. Die Saison 2005/06 musste er wegen einer Schulterverletzung beinahe komplett ausfallen lassen. Im Verlauf der Saison 2006/07 wechselte Dwyer nach Europa und spielte für Örebro HK in der dritthöchsten schwedischen Liga. Ab dem 4. Januar 2008 spielte er in der 2. Eishockey-Bundesliga bei den Schwenninger Wild Wings, nachdem er zuvor in der American Hockey League für die Portland Pirates aufgelaufen war. Zur Saison 2008/09 kehrte der Kanadier nochmals nach Schweden zu Örebro HK zurück, bevor Dwyer zum Saisonende seine Spielerkarriere beendete.

### Trainerkarriere
Im Anschluss an sein Karriereende als Spieler wurde er als Cheftrainer der Summerside Western Capitals in der Maritime Junior A Hockey League engagiert und hatte später auch die Position als Associate Director of Hockey Operations inne. Für diese stand er zwei Spielzeiten hinter der Bande und gewann mit der Mannschaft in der Saison 2010/11 die Meisterschaft der MJAHL. Im Mai 2011 wurde Dwyer als Cheftrainer der P.E.I. Rocket aus der Ligue de hockey junior majeur du Québec (LHJMQ) vorgestellt.
Zwischen 2013 und 2015 war er Cheftrainer bei den Charlottetown Islanders, ehe er zur Saison 2015/16 das Traineramt beim KHL Medveščak Zagreb in der Kontinentalen Hockey-Liga (KHL) übernahm. Als Assistenztrainer trug er im Dezember 2016 zum Sieg Kanadas beim Spengler Cup bei. Ende Januar 2017 verließ er Zagreb und wurde neuer Cheftrainer des HC Ambrì-Piotta aus der Schweizer National League A. Nach dem Saisonende 2016/17 trennten sich Dwyer und die Leventiner wieder.
Zur Saison 2017/18 übernahm er den Cheftrainerposten beim HK Dinamo Minsk in der Kontinentalen Hockey-Liga. Im November 2018 wurde Dwyer in Minsk entlassen. Zum Zeitpunkt der Trennung stand Dinamo auf dem letzten Tabellenplatz der West-Staffel der KHL. Im Februar 2020 kehrte er in die LHJMQ zurück, wo er Cheftrainer der Shawinigan Cataractes wurde, diese Funktion jedoch nur bis zum Saisonende bekleidete. Zur Saison 2021/22 wurde er in gleicher Position von den Saint John Sea Dogs verpflichtet, die ihn jedoch im Mai 2022, einen Monat vor dem Memorial Cup, entließen.

## Erfolge und Auszeichnungen
- 1995 Coupe-du-Président-Gewinn mit den Olympiques de Hull